# Nicolae Vasilescu (polityk)
Nicolae Vasilescu (ur. 15 sierpnia 1967 w Bukareszcie) – rumuński polityk i inżynier, współzałożyciel Partii Wielkiej Rumunii, sekretarz wykonawczy Partii Socjaldemokratycznej, poseł do Izby Deputowanych.

## Życiorys
W 1990 uzyskał licencjat w instytucie budownictwa w Bukareszcie. W 2006 ukończył studia prawnicze na Universitatea Bioterra din București. W latach 1990–1996 pracował jako inżynier w spółce prawa handlowego. W 1991 znalazł się wśród założycieli nacjonalistycznej Partii Wielkiej Rumunii, w latach 2002–2005 pełnił funkcję jej wiceprzewodniczącego.
W latach 1996–2004 z ramienia PRM przed dwie kadencje zasiadał w Izbie Deputowanych. Po utracie mandatu był zatrudniony w administracji parlamentu na kierowniczych stanowiskach. Przeszedł do Partii Socjaldemokratycznej, był przedstawicielem PSD w centralnym biurze wyborczym, a w 2010 został sekretarzem wykonawczym tej partii. W 2012 z ramienia socjaldemokratów ponownie został wybrany do Izby Deputowanych.